# Vetter Verkehrsbetriebe

Früheres Logo der Vetter GmbH

Die Vetter Verkehrsbetriebe GmbH (früher: Vetter Busunternehmen GmbH bzw. Vetter Reisen GmbH) ist ein regionales Verkehrsunternehmen aus Zörbig.
Vetter betreibt den regionalen Busverkehr im Landkreis Anhalt-Bitterfeld und in der Region Eilenburg/Bad Düben im Landkreis Nordsachsen. In der Lutherstadt Wittenberg ist das Unternehmen für den städtischen Busverkehr zuständig.
Außerdem betrieb das Unternehmen als Eisenbahnverkehrsunternehmen die Bahnstrecke von Lutherstadt Wittenberg nach Bad Schmiedeberg im Personenverkehr bis Ende 2014 (siehe Bahnstrecke Pratau–Torgau und Bahnstrecke Pretzsch–Eilenburg).

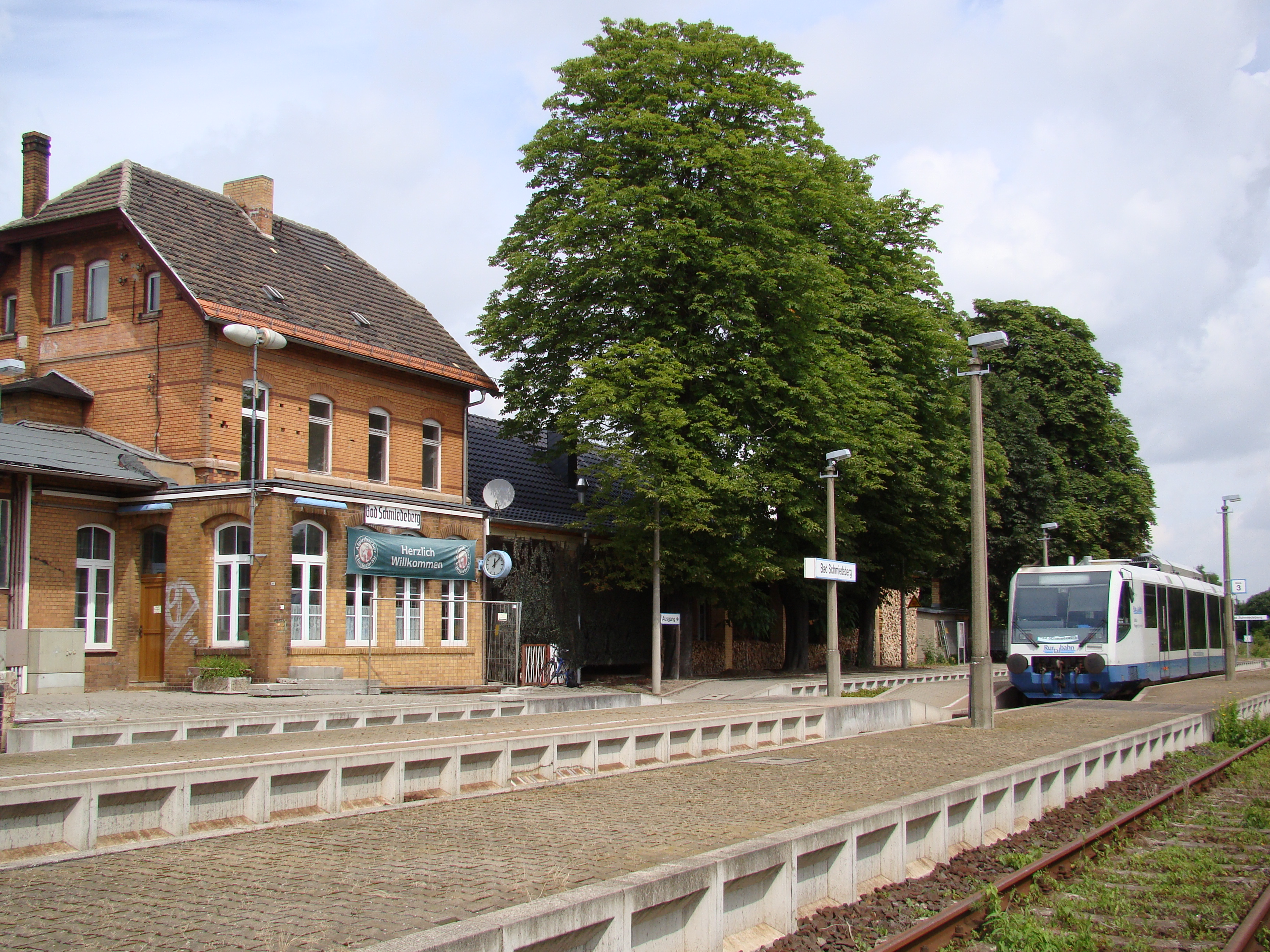
RegioSprinter in Bad Schmiedeberg

## Geschichte
1946 gründete Wolfgang Vetter das Unternehmen in Raguhn. 1950 erwarb das Unternehmen in Salzfurtkapelle ein Grundstück mit Werkstatt und Garagen (der heutige Betriebshof). 1965 wurde der Omnibusbetrieb in eine Kommanditgesellschaft mit Namen Vetter KG, Omnibus- und Mietwagenbetrieb Salzfurtkapelle umgewandelt.
Im Rahmen einer Enteignungswelle in der DDR wurde das Unternehmen unter dem Namen VEB Omnibus- und Mietwagenbetrieb Salzfurtkapelle geführt, Wolfgang Vetter wurde Betriebsdirektor.
Nach der politischen Wende in der DDR übernahm Wolfgang Vetter 1990 den Betrieb wieder als Privateigentum und gründete die Vetter GmbH. sowie das Tochterunternehmen Vetter-Touristik Reiseverkehrsgesellschaft mbH. 1991 gründete das Unternehmen zusammen mit dem Landkreis Bitterfeld und den Städten Bitterfeld und Wolfen die Regionalverkehr Bitterfeld-Wolfen GmbH (RVB) und 1993 die V-Bus als Tochterunternehmen der Vetter GmbH in der polnischen Stadt Żory.
2000 gründen die Vetter GmbH und die Magdeburger Verkehrsbetriebe GmbH (MVB) die Verkehrsgesellschaft Magdeburger Umland mbH, die Hallesche Verkehrs-AG (HAVAG) und die Vetter GmbH gründeten die Saalebus GmbH.
2004 wurde Thomas Vetter in die Geschäfts- und Betriebsleitung des Unternehmens aufgenommen.
2007 bediente die Vetter GmbH den Öffentlichen Personenverkehr im Landkreis Wittenberg. 2007 traten Kristin und Wolfdietrich Vetter in die Geschäftsführung der Personennahverkehrsgesellschaft Anhalt-Zerbst mbH ein.
2015 übernahm die Vetter-Tochter Regionalverkehr Bitterfeld-Wolfen im Zuge einer gewonnenen Ausschreibung im Landkreis Nordsachsen den Regional- und Stadtbusverkehr in der Region Eilenburg von der Transdev-Tochter SaxBus Eilenburger Busverkehr GmbH. Vetter übernahm den Eilenburger Betriebshof und eröffnete am Standort ein weiteres Kundenbüro.

## Neuer Wittenberger Busverkehr
Unter dem Namen Neuer Wittenberger Busverkehr wurde ab 2007 zeitweise der Stadtbusverkehr in Lutherstadt Wittenberg vermarktet. Bis 2006 war der ehemalige Betreiber des Stadtbusverkehrs in Wittenberg die Scalar Wittenberg Omnibusverkehr GmbH, die seit 2007 nur noch im Reiseverkehr tätig ist.

## Linienübersicht

### Region Lutherstadt Wittenberg
| Linie | Endpunkte                                 | Verlauf                                            |         |
| ----- | ----------------------------------------- | -------------------------------------------------- | ------- |
| X2    | Lutherstadt Wittenberg ↔ Bad Belzig       | Karlsfeld – Kropstädt – Marzahna – Niemegk         | PlusBus |
| 300   | Lutherstadt Wittenberg ↔ Coswig           | Piesteritz – Apollensdorf                          | PlusBus |
| 301   | Lutherstadt Wittenberg ↔ Straach          | Piesteritz – Reinsdorf – Braunsdorf – Nudersdorf   | PlusBus |
| 302   | Lutherstadt Wittenberg ↔ Zahna            | Zörnigall – Abtsdorf – Bülzig                      |         |
| 303   | Apollensdorf ↔ Elster                     | Piesteritz – Lutherstadt Wittenberg – Mühlanger    |         |
| 304   | Lutherstadt Wittenberg ↔ Dessau           | Pratau – Seegrehna – Wörlitz – Vockerode           |         |
| 305   | Jessen ↔ Holzdorf                         | Schweinitz – Mönchenhöfe                           |         |
| 306   | Lutherstadt Wittenberg ↔ Bad Schmiedeberg | Pratau – Eutzsch – Kemberg – Scholis               | PlusBus |
| 307   | Gräfenhainichen ↔ Wörlitz                 | Oranienbaum – Goltewitz – Kakau – Horstdorf        |         |
| 309   | Zahna ↔ Straach                           | Wüstemark – Kropstädt – Boßdorf – Berkau           |         |
| 310   | Gräfenhainichen ↔ Dessau                  | Jüdenberg – Oranienbaum – Mildensee                | PlusBus |
| 311   | Gräfenhainichen ↔ Vockerode               | Jüdenberg – Oranienbaum – Kakau – Horstdorf        |         |
| 312   | Gräfenhainichen ↔ Wörlitz                 | Oranienbaum – Goltewitz – Horstdorf – Griesen      |         |
| 313   | Wörlitz ↔ Kemberg                         | Riesigk – Gohrau – Rehsen – Bergwitz               |         |
| 330   | Gräfenhainichen ↔ Möhlau                  | Zschornewitz                                       |         |
| 331   | Gräfenhainichen ↔ Bad Schmiedeberg        | Hohenlubast – Schköna – Tornau – Söllichau         |         |
| 332   | Lutherstadt Wittenberg ↔ Kemberg          | Pratau – Dabrun – Wartenburg – Trebitz             |         |
| 333   | Lutherstadt Wittenberg ↔ Bad Schmiedeberg | Eutzsch – Rackith – Trebitz – Splau                |         |
| 334   | Gräfenhainichen ↔ Kemberg                 | Radis – Reuden – Rotta – Gniest                    |         |
| 335   | Gräfenhainichen ↔ Kemberg                 | Radis – Schleesen – Selbitz – Bergwitz             |         |
| 336   | Bad Schmiedeberg ↔ Trebitz                | Neu-Körbin – Pretzsch – Merschwitz – Kleinzerbst   |         |
| 337   | Bad Schmiedeberg ↔ Reinharz               | Moschwig – Großkorgau – Kleinkorgau – Splau        |         |
| 338   | Lutherstadt Wittenberg ↔ Kemberg          | Pratau – Hohenroda – Seegrehna – Bergwitz          |         |
| 339   | Gräfenhainichen ↔ Pöplitz                 |                                                    |         |
| 341   | Söllichau ↔ Gleinermühle                  |                                                    |         |
| 342   | Pratau ↔ Wachsdorf                        |                                                    |         |
| 343   | Bergwitz ↔ Eutzsch                        | Pannigkau                                          |         |
| 344   | Gräfenhainichen ↔ Pretzsch                | Radis – Reuden – Kemberg – Rackith – Trebitz       |         |
| 345   | Gräfenhainichen ↔ Naderkau                | Buchholz – Schleesen                               |         |
| 346   | Bad Schmiedeberg ↔ Kemberg                | Sackwitz – Gommlo – Ateritz – Lubast               |         |
| 350   | Coswig ↔ Klieken                          | Buro                                               |         |
| 351   | Coswig ↔ Jeber-Bergfrieden                | Zieko – Luko – Thießen – Ragösen                   |         |
| 352   | Coswig ↔ Jeber-Bergfrieden                | Köselitz – Göritz – Serno – Stackelitz             |         |
| 353   | Coswig ↔ Straach                          | Wörpen – Wahlsdorf – Cobbelsdorf – Senst           |         |
| 354   | Coswig ↔ Straach                          | Hubertusberg – Möllensdorf – Pülzig                |         |
| 355   | Piesteritz ↔ Lutherstadt Wittenberg       | Reinsdorf – Nudersdorf – Schmilkendorf             |         |
| 356   | Nudersdorf ↔ Jahmo                        | Straach – Berkau – Kerzendorf – Boßdorf            |         |
| 357   | Lutherstadt Wittenberg ↔ Zahna            | Bülzig – Rahnsdorf – Klebitz                       |         |
| 358   | Lutherstadt Wittenberg ↔ Zahna            | Karlsfeld – Zörnigall – Mühlanger – Leetza         |         |
| 359   | Coswig ↔ Jeber-Bergfrieden                | Zieko – Düben – Bräsen – Weiden                    |         |
| 360   | Jessen ↔ Zahna                            | Arnsdorf – Seyda – Morxdorf – Gadegast             |         |
| 361   | Jessen ↔ Reicho                           | Schweinitz – Mügeln – Linda – Neuerstadt           |         |
| 362   | Annaburg ↔ Linda                          | Purzien – Schweinitz – Kleinkorga – Holzdorf       |         |
| 363   | Annaburg ↔ Jessen                         | Purzien – Löben – Schweinitz                       |         |
| 364   | Annaburg ↔ Jessen                         | Groß Naundorf – Prettin – Hohndorf – Axien         |         |
| 365   | Jessen ↔ Elster                           | Klöden – Rade – Mauken – Gorsdorf                  |         |
| 366   | Lutherstadt Wittenberg ↔ Coswig           | Piesteritz – Apollensdorf – Griebo                 |         |
| 367   | Griebo ↔ Reinsdorf                        | Apollensdorf – Lutherstadt Wittenberg – Piesteritz |         |
| 368   | Lutherstadt Wittenberg                    | Teuchel                                            |         |
| 369   | Lutherstadt Wittenberg ↔ Schmilkendorf    | Thießen – Mochau – Braunsdorf – Reinsdorf          |         |
| 370   | Reinsdorf ↔ Grabo                         | Nudersdorf                                         |         |
| 371   | Zahna ↔ Zahna                             | Rahnsdorf – Klebitz                                |         |
| 372   | Zahna ↔ Abtsdorf                          | Wüstemark – Kropstädt – Friedenthal – Köpnick      |         |
| 373   | Mühlanger ↔ Bülzig                        |                                                    |         |
| 374   | Zahna ↔ Elster                            | Leetza – Mühlanger – Bülzig – Zörnigall            |         |
| 375   | Elster ↔ Meltendorf                       | Gielsdorf – Zemnick                                |         |
| 376   | Jessen ↔ Seyda                            | Rehain – Ruhlsdorf – Gentha – Lüttchenseyda        |         |
| 377   | Jessen ↔ Holzdorf                         | Schweinitz – Linda – Kleinkorga – Löben            |         |
| 378   | Jessen ↔ Rettig                           | Annaburg                                           |         |
| 379   | Jessen ↔ Annaburg                         | Gerbisbach – Lebien – Plossig – Prettin            |         |
| 381   | Annaburg ↔ Holzdorf                       | Löben – Meuselko – Waltersdorf – Kremitz           |         |
| 382   | Elster ↔ Jessen                           | Listerfehrda – Gorsdorf – Hemsendorf – Grabo       |         |

### Region Anhalt-Bitterfeld

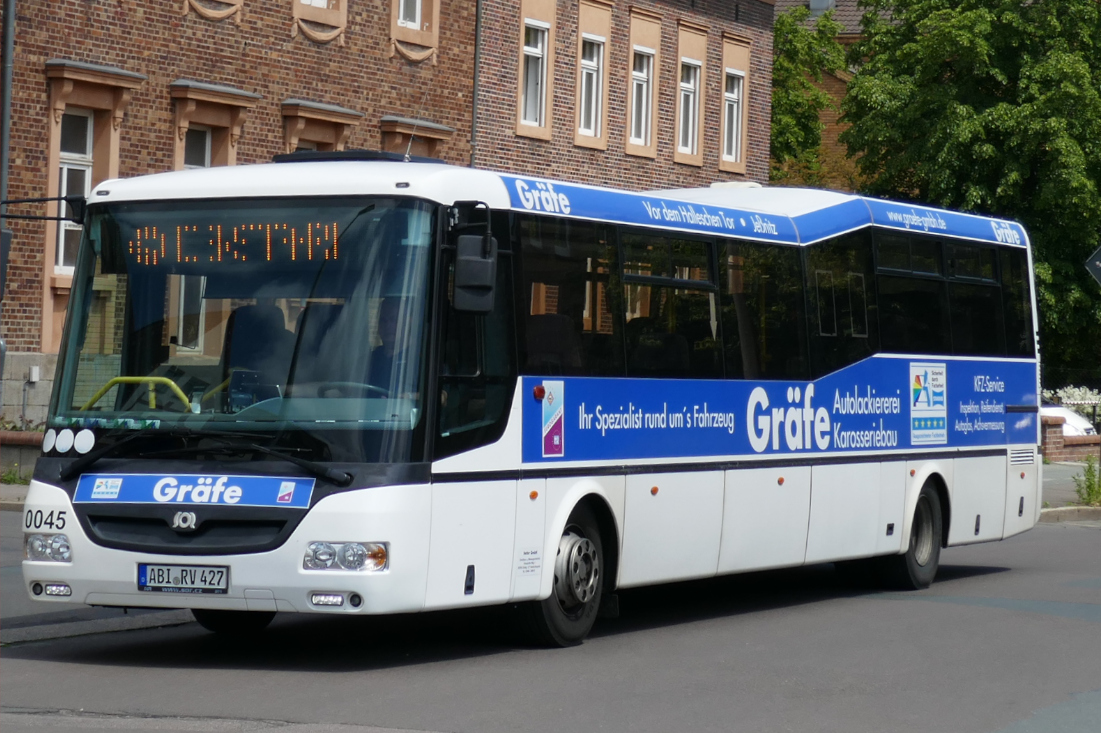
Bus 0045 in Bitterfeld

| Linie | Endpunkte                                                                         | Verlauf                                                                           |          |
| ----- | --------------------------------------------------------------------------------- | --------------------------------------------------------------------------------- | -------- |
| 400   | Großpaschleben ↔ Bitterfeld                                                       | Köthen – Quellendorf – Thurland – Wolfen                                          |          |
| 401   | Wolfen ↔ Bitterfeld                                                               | Steinfurth – Greppin                                                              |          |
| 404   | Bitterfeld                                                                        |                                                                                   |          |
| 405   | Bitterfeld ↔ Bobbau                                                               | Greppin – Wachtendorf – Wolfen                                                    |          |
| 406   | Bitterfeld ↔ Wolfen                                                               | Greppin – Wachtendorf                                                             |          |
| 407   | Bitterfeld ↔ Wolfen                                                               | Greppin                                                                           |          |
| 408   | Bitterfeld ↔ Wolfen                                                               | Holzweißig – Zscherndorf – Sandersdorf – Thalheim                                 |          |
| 409   | Bitterfeld                                                                        |                                                                                   |          |
| 411   | Wolfen ↔ Dessau                                                                   | Steinfurth – Jeßnitz – Raguhn                                                     |          |
| 412   | Wolfen ↔ Raguhn                                                                   | Bobbau – Jeßnitz – Roßdorf – Altjeßnitz                                           |          |
| 413   | Wolfen ↔ Thurland                                                                 | Siebenhausen – Salzfurtkapelle – Lingenau                                         |          |
| 414   | Raguhn ↔ Tornau                                                                   | Marke – Thurland – Hoyersdorf – Lingenau                                          |          |
| 415   | Bitterfeld ↔ Löberitz                                                             | Reuden – Thurland – Salzfurtkapelle                                               |          |
| 416   | Bitterfeld ↔ Raguhn                                                               | Jeßnitz                                                                           |          |
| 420   | Bitterfeld ↔ Gräfenhainichen                                                      | Pouch – Schlaitz – Gossa – Schmerz                                                |          |
| 421   | Muldenstein ↔ Schwemsal                                                           | Friedersdorf – Pouch – Rösa                                                       |          |
| 422   | Bitterfeld ↔ Schwemsal                                                            | Mühlbeck – Pouch – Rösa – Brösa                                                   |          |
| 423   | Bitterfeld ↔ Krina                                                                | Friedersdorf – Muldenstein – Burgkemnitz – Gossa                                  |          |
| 431   | Zörbig ↔ Zörbig                                                                   | Köckern – Glebitzsch – Quetzdölsdorf – Spören                                     |          |
| 432   | Bitterfeld ↔ Brehna                                                               | Holzweißig – Roitzsch                                                             |          |
| 433   | Bitterfeld ↔ Brehna                                                               | Zscherndorf – Sandersdorf – Ramsin                                                |          |
| 434   | Roitzsch ↔ Sandersdorf                                                            | Glebitzsch – Köckern – Großzöberitz – Heideloh                                    |          |
| 435   | Sandersdorf ↔ Roitzsch                                                            | Zscherndorf – Ramsin – Renneritz – Glebitzsch                                     |          |
| 438   | Bitterfeld ↔ Zörbig                                                               | Sandersdorf – Heideloh – Großzöberitz                                             |          |
| 439   | Zörbig ↔ Schrenz                                                                  | Mößlitz – Löbersdorf – Göttnitz – Stumsdorf                                       |          |
| 440   | Bitterfeld ↔ Stumsdorf                                                            | Sandersdorf – Heideloh – Zörbig – Löbersdorf                                      |          |
| 441   | Wolfen ↔ Zörbig                                                                   | Thalheim – Zschepkau – Rödgen – Großzöberitz                                      |          |
| 442   | Zörbig ↔ Dessau                                                                   | Löberitz – Salzfurtkapelle – Tornau – Lingenau                                    |          |
| 444   | Bitterfeld ↔ Köthen                                                               | Sandersdorf – Thalheim – Gnetsch – Baasdorf                                       |          |
| 450   | Zerbst ↔ Nedlitz                                                                  | Strinum – Zernitz – Kuhberge – Lindau – Deetz                                     |          |
| 451   | Zerbst ↔ Gehrden                                                                  | Trebnitz – Güterglück – Schora                                                    |          |
| 452   | Zerbst ↔ Loburg                                                                   | Holzweißig – Lindau                                                               |          |
| 453   | Lindau ↔ Grimme                                                                   | Kerchau – Badewitz                                                                |          |
| 455   | Zerbst ↔ Nedlitz                                                                  | Pulspforde – Trüben – Garitz – Dobritz – Reuden                                   |          |
| 456   | Zerbst ↔ Mühlsdorf                                                                | Bone – Luso                                                                       |          |
| 457   | Zerbst ↔ Steutz                                                                   | Bias – Güterglück – Steckby                                                       |          |
| 458   | Zerbst ↔ Jütrichau                                                                | Jütrichau – Wertlau – Pakendorf – Bias                                            |          |
| 459   | Zörbig ↔ Gehrden                                                                  | Niederlepte – Badetz – Walternienburg – Güterglück                                |          |
| 460   | Zerbst Bahnhof – Post – Markt – Heidetor – Einkaufscenter – Krankenhaus – Bahnhof | Zerbst Bahnhof – Post – Markt – Heidetor – Einkaufscenter – Krankenhaus – Bahnhof | StadtBus |
| 470   | Aken ↔ Gröbzig                                                                    | Trebbichau – Osternienburg – Köthen – Wörbzig                                     |          |
| 471   | Aken ↔ Dessau                                                                     | Kleinkühnau                                                                       | PlusBus  |
| 472   | Aken ↔ Wulfen                                                                     | Obselau – Mennewitz – Kühren – Diebzig                                            |          |
| 473   | Köthen ↔ Trebbichau                                                               | Zehringen – Porst – Elsdorf – Osternienburg                                       |          |
| 474   | Aken ↔ Köthen                                                                     | Susigke – Reppichau – Osternienburg – Pißdorf                                     |          |
| 475   | Osternienburg ↔ Würflau                                                           | Sibbesdorf                                                                        |          |
| 476   | Köthen ↔ Dornbock                                                                 | Elsdorf – Klietzen – Micheln – Wulfen – Drosa                                     |          |
| 477   | Köthen                                                                            |                                                                                   |          |
| 478   | Köthen ↔ Wulfen                                                                   | Großpaschleben – Trinum – Kleinpaschleben                                         |          |
| 479   | Wulfen ↔ Köthen                                                                   | Maxdorf – Zabitz – Thurau                                                         |          |
| 481   | Köthen ↔ Dessau                                                                   | Merzien – Quellendorf – Naundorf                                                  |          |
| 482   | Quellendorf ↔ Radegast                                                            | Fraßdorf – Körnitz – Ziebigk – Repau                                              |          |
| 483   | Radegast ↔ Riesdorf                                                               | Zehmitz – Zehbitz – Lennewitz – Cosa                                              |          |
| 484   | Köthen ↔ Diesdorf                                                                 | Merzien – Hohsdorf – Scheuder – Rosefeld                                          |          |
| 485   | Köthen ↔ Radegast                                                                 | Repau – Prosigk – Fernsdorf – Weißandt-Gölzau                                     |          |
| 486   | Köthen ↔ Gahrendorf                                                               | Großbadegast – Kleinbadegast – Pfriemsdorf                                        |          |
| 487   | Köthen ↔ Quellendorf                                                              | Merzien – Breesen – Reupzig – Storkau                                             |          |
| 490   | Köthen ↔ Görzig                                                                   | Baasdorf – Edderitz – Maasdorf – Reinsdorf                                        |          |
| 491   | Görzig ↔ Zörbig                                                                   | Schortewitz – Cösitz – Weißandt-Gölzau – Radegast                                 |          |
| 492   | Köthen ↔ Gröbzig                                                                  | Baasdorf – Edderitz – Piethen – Wörbzig                                           |          |
| 493   | Gröbzig ↔ Radegast                                                                | Werdershausen – Piethen – Görzig – Kleinweißandt                                  |          |
| 494   | Gröbzig ↔ Görzig                                                                  | Pfaffendorf – Wörbzig – Edderitz – Maasdorf                                       |          |
| 727   | Halle-Leipzig Outlet-Center Brehna                                                | Halle-Leipzig Outlet-Center Brehna                                                |          |

### Region Nordsachsen
Bis Ende des Jahres 2021 betrieb die Regionalverkehr Bitterfeld-Wolfen GmbH die Regional- und Stadtbuslinien im Raum Eilenburg und Bad Düben mit eigener Linienkonzession. Seit dem 1. Januar 2022 verkehrt die RVB nunmehr als Subunternehmen im Auftrag der Nordsachsen Mobil GmbH. Vom Betriebshof in Eilenburg aus werden hauptsächlich Linien des ehemals eigenen Bündels bedient, wobei ein zunehmend freizügigerer Einsatz der Subunternehmer im Busnetz des Landkreises Nordsachsen erfolgt.

### PlusBus
Die Linien X2, 300, 301, 306, 310 und 471 wurden zum PlusBus aufgewertet. Die Linien X2 (Lutherstadt Wittenberg – Bad Belzig), 310 (Dessau – Gräfenhainichen) und 471 (Dessau – Aken) verkehren zudem im Bahn-Bus-Landesnetz Sachsen-Anhalt.

### Schiffsbetrieb

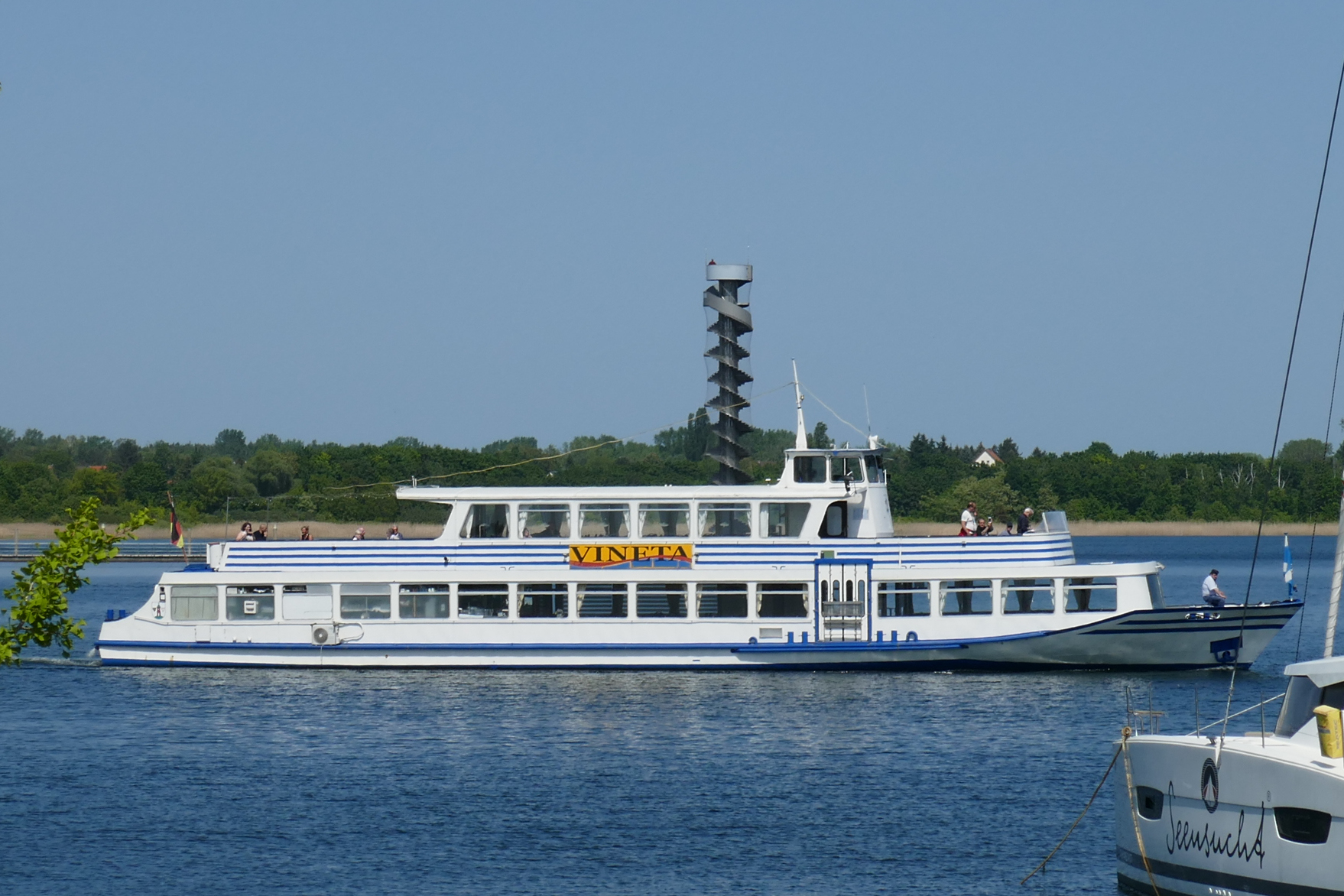
Die Vineta auf der Goitzsche

Seit dem 16. September 2006 verkehrt das Fahrgastschiff Vineta auf der Goitzsche.
Ende 2009 übernahm die Firma zudem das Fahrgastschiff „Muldeperle“, das bis zu diesem Zeitpunkt auf dem Muldestausee eingesetzt war, jedoch bei einem Sturm stark beschädigt wurde. Das Schiff wurde nicht mehr instand gesetzt und 2017 verschrottet.

## Tochterunternehmen

Logo Regionalverkehr Bitterfeld

Die Vetter GmbH hat folgende Tochterunternehmen:
- Anhalt-Bus Busunternehmen
- ARGE Prignitzbus
- Dispotec Disposition Technology GmbH
- OBS Omnibusbetrieb Saalekreis GmbH
- ONC – Omnibus- und Nutzfahrzeug-Centrum
- Regionalverkehr Anhalt-Bitterfeld
- Regionalverkehr Bitterfeld-Wolfen GmbH
- Vetter-Touristik RVG mbH
- V-Bus Technik
- V-Bus spolka z.o.o in Zory/Polen
- KVG Klötzer Verkehrsgesellschaft